# Joey Suk
Joey Suk (Deventer, 8 luglio 1989) è un calciatore olandese, centrocampista svincolato.